# Heartland Football Club
L'Heartland Football Club è una società calcistica nigeriana con sede nella città di Owerri.

## Storia
Il club fu fondato nel 1976 col nome di Spartans FC. Nell'agosto dello stesso anno la squadra disputò la sua prima partita internazionale, seppur amichevole, affrontando i sovietici del Ararat.
Nel novembre del 1985 la squadra cambiò nome in Iwuanyanwu Nationale FC. La stagione successiva vide la squadra disputare un ottimo campionato che si concluse con il secondo posto finale, inoltre durante l'anno la squadra si recò in Brasile per un tour di allenamento di 3 settimane.
Il periodo 1987 - 1990 fu molto positivo per il club che conquistò 4 titoli nazionali consecutivi e una coppa nazionale. La squadra ottenne ottimi risultati anche a livello internazionale: nel 1988 arrivò a disputare la doppia finale della Coppa dei campioni africana contro l'ES Sétif. La gara d'andata si concluse con la vittoria dei nigeriani per 1-0, ma nel match di ritorno gli algerini si imposero per 4-0 aggiudicandosi il trofeo.
Nel 1993 la squadra vinse il suo quinto titolo nazionale, chiudendo la stagione con un solo punto di vantaggio sulla seconda classificata.
La stagione 1999 fu una grossa delusione per il club, la squadra chiuse al primo posto la fase regolare del torneo ma perse il titolo durante la fase dei playoff.
Nel febbraio 2006 il club cambiò nuovamente nome, adottando quello attuale.
Nel 2008 la squadra ha concluso il campionato al secondo posto, alle spalle dei Kano Pillars FC, ottenendo la qualificazione per la CAF Champions League 2009.

## Palmarès

### Competizioni nazionali
- Nigerian Premier League: 5

1987, 1988, 1989, 1990, 1993
- Coppa di Nigeria: 3

1988, 2011, 2012

### Altri piazzamenti
- Coppa di Nigeria:

Finalista: 1989, 1999
- CAF Champions League:

Finalista: 2009
Semifinalista: 1990
- Coppa CAF:

Semifinalista: 2000

## Risultati nelle competizioni CAF
- CAF Champions League: 1 partecipazione

2009 - Finalista
- African Cup of Champions Clubs: 4 partecipazioni

1988 - Sconfitto in finale
1989 - Secondo turno
1990 - Semifinale
1991 - Semifinale
1994 - Quarti di finale
- CAF Confederation Cup: 1 partecipazioni

2006 - Fase a gruppi
- CAF Cup: 1 partecipazione

2000 - Semifinale